# 도리이시촌
도리이시촌(일본어: 取石村)은 일본 오사카부 오토리군·센보쿠군에 설치되었던 촌이다. 현재의 다카이시시 동부에 해당한다.